# AMD 하이브리드 그래픽스
AMD 하이브리드 그래픽스(AMD Hybrid Graphics) 기술은 GPU의 에너지 소비를 절감하는 동시에 더 높은 성능과 생산성을 촉진하는 외장 및 내장 GPU의 라데온 라인을 위한 AMD의 종합 브랜드이다.
이전에 AMD 700 칩셋 시리즈 및 AMD 800 칩셋 시리즈의 일부 칩셋에만 적용되었던 기술이다.
ATI 하이브리드 그래픽 기술은 하이브리드 그래픽 기능을 지원하는 라데온 HD 2400 시리즈 및 라데온 HD 3400 시리즈 비디오 카드와 함께 2008년 1월 23일에 발표되었다. 원래 ATI는 이 기능이 비스타에서만 지원될 것이라고 발표했지만 2008년 8월에는 윈도우 XP 드라이버에도 지원이 포함되었다. 이 아키텍처는 ATI에 의해 특허를 받았다. 이전 세대의 하이브리드 크로스파이어는 AMD 800 칩셋 시리즈의 890GX 또는 880G(각각 라데온 HD4290 및 HD 4250 포함) 메인보드를 라데온 HD 5000 시리즈의 HD 5450, 5550, 5570 또는 5670 라데온 비디오 카드와 페어링했다. 최신 정보에 따르면 A6 시리즈 및 A8 시리즈 AMD APU는 HD 6570 및 HD 6670 비디오 카드와 함께 하이브리드 크로스파이어(이후 "듀얼 그래픽"이라고 함)에서 사용할 수 있다. HD 7500/7600 시리즈 GPU를 탑재하고 소켓 FM2를 기반으로 하는 A8-5500 및 A10-5700과 같은 듀얼 그래픽 지원 2세대 트리니티 A 시리즈 APU는 2012년 6월에 출시가 예정됐다. 이후 브랜드는 AMD 스마트시프트(AMD SmartShift)로 변경되었다.

## 같이 보기
- 엔비디아 옵티머스